# Product data management
Product data management wordt ook wel afgekort tot PDM, een drieletterige afkorting in de stijl van ERP (enterprise resource planning), CRM (customer relationship management), en HRM (humanresourcesmanagement). Deze term wordt in bedrijfssoftware gebruikt waar het beheer van artikelgegevens centraal staat.

## Doel van dezesoftware
Het aantal artikelgegevens is explosief gestegen ten opzichte van, circa, twintig jaar geleden. Dit heeft een aantal oorzaken.
1. De assortimenten worden steeds groter. Een supermarkt heeft al snel een assortiment van vele duizenden producten, en een webshop heeft al gauw een assortiment van zo'n honderdduizend producten.
2. De levenscyclus van producten is veel korter dan voorheen. De meeste fabrikanten leveren hetzelfde product niet langer dan een jaar (bijvoorbeeld fietsen) of zelfs een paar maanden (computer hardware). Daarna komt er een opvolgend product. Veel producten zijn zelfs niet meer dan een half jaar verkrijgbaar (bijvoorbeeld audioapparatuur).
3. Het aantal gegevens dat per artikel geregistreerd wordt neemt toe. Honderd velden per product is heel normaal. Het soort velden verschilt daarbij weer per type product.
4. De standaardisatie-eisen nemen toe, omdat producten ook op de specificaties vergeleken moeten kunnen worden in productvergelijkers (websites) per productcategorie.
5. Aangezien in veel indirecte verkoopkanalen de marges zwaar onder druk staan, neemt ook de behoefte aan kostenefficiëntie en standaardisatie van catalogusuitwisselingsformaten toe.

Om bovenstaande goed te kunnen beheren is PDM-programmatuur onontbeerlijk.

## Supply chain
Als het bovenstaande eenmaal ingericht is kan deze informatie, die door de fabrikant beheerd wordt, doorgegeven worden aan de afnemers. Zo'n afnemer kan bijvoorbeeld een groothandel zijn. Deze groothandel kan bijvoorbeeld weer leveren aan een distributiecentrum. Deze levert de artikelen weer aan de detailhandel. Zo'n keten heet een supply chain.
Alle gegevens van alle artikelen, die steeds weer wisselen, moeten door de hele supply chain gecommuniceerd worden. Omdat het aantal gegevens zo groot is is een fout snel gemaakt. Fouten in deze communicatie kosten relatief veel geld. Daarom wordt steeds meer gekozen voor het elektronisch communiceren, bijvoorbeeld met behulp van het PRICAT-bericht dat binnen de EDI-standaard gedefinieerd wordt. In Europa wordt PRICAT onder andere toegepast voor levensmiddelen en bruin- en witgoed. Voor de levensmiddelen is Albert Heijn de initiatiefnemer geweest.
Wereldwijd wordt de open catalogus Open ICEcat gebruikt voor PDM met betrekking tot eletronica, maar ook speelgoed, doe-het-zelf en fast moving consumer goods.